# Stokmarknes
Stokmarknes este o localitate din comuna Hadsel, provincia Nordland, Norvegia, cu o suprafață de 2,29 km² și o populație de 3.286 locuitori (2013).